# Fredonia (Nueva York)
Forestville es una villa ubicada en el condado de Chautauqua en el estado estadounidense de Nueva York. En el año 2000 tenía una población de 10,706 habitantes y una densidad poblacional de 796 personas por km².

## Geografía
Forestville se encuentra ubicada en las coordenadas 42°26′27″N 79°20′2″O / 42.44083, -79.33389.

## Demografía
Según la Oficina del Censo en 2000 los ingresos medios por hogar en la localidad eran de $34,712, y los ingresos medios por familia eran $49,549. Los hombres tenían unos ingresos medios de $36,322 frente a los $27,718 para las mujeres. La renta per cápita para la localidad era de $15,685. Alrededor del 19% de la población estaban por debajo del umbral de pobreza.